# Hermann Multhaupt
Hermann Multhaupt (* 7. April 1937 in Beverungen, Nordrhein-Westfalen) ist ein deutscher Schriftsteller und Redakteur.

## Leben
Hermann Multhaupt wuchs in Herstelle und Rheda auf. Nach dem Gymnasium machte er zunächst eine journalistische Ausbildung, war dann leitender Redakteur bei verschiedenen Tageszeitungen in Karlsruhe, Mannheim, Offenburg, Ingolstadt, Baden-Baden und später in einem Wirtschaftsverlag tätig. Die längste Zeit seines Berufslebens war er aber von 1979 bis zu seinem Ruhestand im Jahr 2000 Chefredakteur der Kirchenzeitung Der Dom in Paderborn. Schon frühzeitig begann seine Liebe zum Theater, weshalb er auch als Kritiker und Autor von Theaterstücken tätig war und sich damit einen Namen machte.
Neben seiner journalistischen Arbeit schrieb Multhaupt etwa 70 Bücher mit einer Gesamtauflage von über 500 000 Exemplaren zu unterschiedlichen Themen, darunter Romane, Gedichte, Tagebücher aus Südamerika und Meditationsbände. Über sein bevorzugtes Reiseland Irland gab er etliche Bücher heraus, u. a. mit Sammlungen von irischen Segenswünschen.
Hermann Multhaupt ist Mitglied im Deutschen Journalisten-Verband und im Autorenkreis Ruhr-Mark.

## Werke (Auswahl)
- Der Fall Rotlicht. Vier Freunde jagen einen geheimnisvollen Mann. 1977, ISBN 978-3483011398.
- Das Gespenst von Helimoor – Eine Gespenstergeschichte. Josef Habbel Verlag, Regensburg 1978, ISBN 978-3774803572.
- Irische Segenswünsche für jeden Tag des Jahres. 2003, ISBN 978-3579054544.
- Das Geheimnis der Muschelbrüder. Historischer Roman. St. Benno-Verlag, Leipzig 2003, ISBN 3-7462-1668-0.
- Das Hermann-Multhaupt-Lesebuch 1. Geschichten aus vier Jahrzehnten. 2005, ISBN 978-3897103405.
- Varus. Von Herodes in die Schlacht in Teutoburger Wald. Historischer Roman. St. Benno-Verlag, Leipzig 2009, ISBN 978-3-7462-2792-4.
- Der heilige Kilian. Leben, Legende und Verehrung. Bonifatius Druck Buch Verlag, Paderborn 2009, ISBN 978-3-89710-445-7.
- Die Mystikerin – ein historischer Roman. St. Benno-Verlag, Leipzig 2009, ISBN 978-3-7462-2793-1
- Elisabeth von Thüringen – ein Leben voller Liebe. Ein biografischer Roman. St. Benno-Verlag, Leipzig 2012, ISBN 978-3-7462-3357-4.
- Joseph von Eichendorff – ein biografischer Roman. St. Benno-Verlag, Leipzig 2013, ISBN 978-3-7462-3875-3.
- Hildegard von Bingen – in seinem Licht. Romanbiografie. St. Benno-Verlag, Leipzig 2013, ISBN 978-3-7462-3737-4.
- Die Apostel – Ein biblischer Roman. St. Benno Verlag, Leipzig 2014, ISBN 978-3-74624-158-6.
- Es freut sich der Engel Schar: 24 Weihnachtsgeschichten um Martin Luther. St. Benno-Verlag, Leipzig 2016, ISBN 978-3-7462-4769-4.
- Die Judenmetzgerei. Dialogverlag, Münster 2020, ISBN 978-3-944974-46-0.
- Ein Stück Himmel in Knock - Die Mutter Gottes erschien in einer irischen Regennacht. Manuela Kinzel Verlag, Göppingen 2020, ISBN 978-3-95544-141-8.
- Neue Sandalen zu Weihnachten? - 2 Mal Jesu Geburt und was danach geschah. Manuela Kinzel Verlag, Göppingen 2020, ISBN 978-3-95544-150-0.

## Ehrungen
- Arbeitsstipendium des Landes Nordrhein-Westfalen
- 1976: Preis im Lyrikwettbewerb „Das Boot“, Herne
- 1980: Hugo-Carl-Jüngst-Medaille, Hagen
- 1981: katholischer Journalistenpreis der Deutschen Bischofskonferenz
- mehrere Lyrik-Preise